# Kaiko
Kaikō (かいこう, in lingua giapponese "fossa oceanica") era un ROV (Remotely Operated Vehicle) giapponese costruito e gestito dal Japan Marine Science and Technology Center (nel 2004 divenuto Japan Agency for Marine-Earth Science and Technology).
Fra le sue missioni scientifiche si segnala il recupero di batteri dal fondo dell'abisso Challenger nella Fossa delle Marianne, il luogo più profondo del pianeta.
Il 2 marzo 1996, Kaikō raggiunse una profondità di 10.897 metri, la più profonda immersione per un sottomarino a comando remoto mai registrata (il batiscafo Trieste mantiene comunque il record per la più profonda immersione, nel 1960).
Kaikō venne perso durante il passaggio del tifone Chan-Hom nel maggio 2003, quando un cavo secondario che lo collegava alla superficie si spezzò.